# Sonja Henie
Sonja Henie (8. dubna 1912 Oslo – 12. října 1969) byla norská krasobruslařka a filmová herečka. Třikrát vyhrála olympijské hry, desetkrát světový šampionát a šestkrát mistrovství Evropy.
Kromě úspěšné sportovní kariéry se později uplatnila jako americká filmová herečka v Hollywoodu, později též působila jako majitelka a provozovatelka bruslařského souboru v oboru lední revue. Dodnes je mnohými příznivci krasobruslení považována za nejpůvabnější a nejelegantnější krasobruslařku všech dob vůbec.

## Život

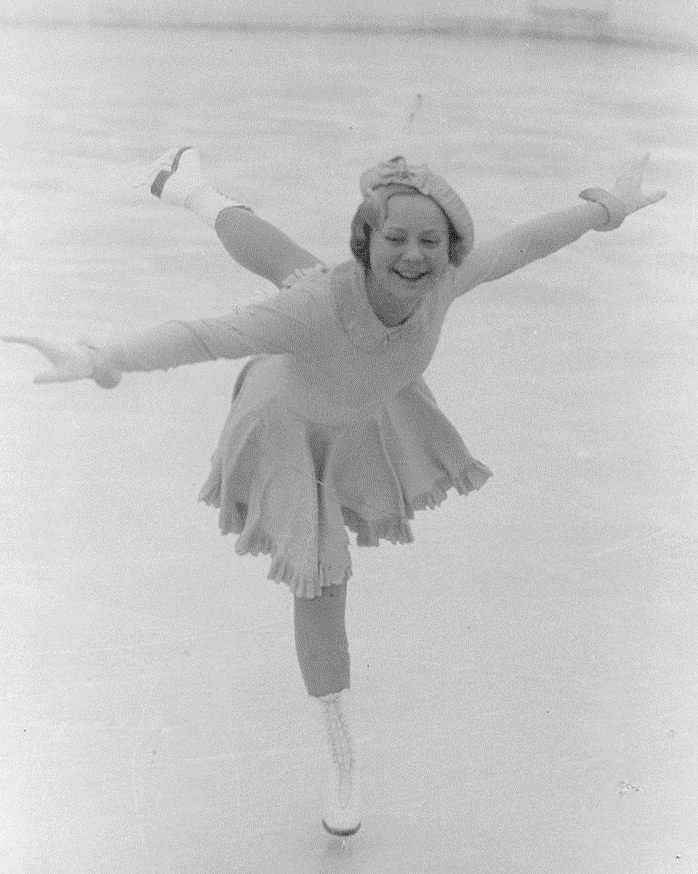
Sonja Henie v roce 1936

### Sportovní kariéra
Sonja Henie se narodila 8. dubna 1912 v Oslo, měla staršího bratra Leifa. Otec byl bohatý kožešník a sportovec, který své děti vedl ke sportu. Sonja projevovala už v raném věku talent pro bruslení, tanec a hudbu. Otec ji materiálně podporoval na začátku kariéry, najal nejlepší trenéry a taneční mistry včetně ruské primabaleriny Tamary Karsavinové. Stal se jejím manažerem a měl významný podíl na její popularitě. Sonja byla cílevědomá a pilná, trénovala až 8 hodin denně a její vzdělávání zajišťovali soukromí učitelé. V roce 1923 získala v jedenácti letech titul mistryně Norska v krasobruslení. O rok později startovala na zimní olympiádě v Chamonix, i když některé závodnice měly výhrady kvůli jejímu nízkému věku. Byl to její první mezinárodní start, a přestože skončila jako poslední z osmi účastnic, získala si diváky svou bezprostředností a odvahou. V roce 1927 vyhrála mistrovství světa v Oslo a to jí zajistilo účast na ZOH 1928 ve Svatém Mořici. Pod dohledem otce se pečlivě připravovala, trénovala, vystupovala na různých závodech a exhibicích. Výrazně jí pomohla spolupráce s ruskou tanečnicí Annou Pavlovou, která ovlivnila její celkový projev na ledě. Na olympiádě předvedla nejen vynikající povinné cviky, ale zaujala uměleckým projevem ve volné jízdě, spojením tanečních a krasobruslařských prvků. Pozornost vzbudilo i její na tehdejší dobu odvážné oblečení: bílé boty, krátká sukénka nad kolena, tenké punčochy a přiléhavý dres. Po vítězství se o ni začali zajímat i filmaři, natočila svůj první film. Absolvovala řadu exhibičních vystoupení po různých evropských městech, byla častým hostem ve vysokých společenských kruzích.
V roce 1930 poprvé přijela do USA a její turné mělo obrovský úspěch. Představila se v revui s názvem Země půlnočního slunce. Po návratu do Evropy se jejím trenérem stal uznávaný Howard Nicholson, který jí pomohl zlepšit technickou stránku jízdy a pohybový projev. Na ZOH 1932 v Lake Placid Sonja Henie předvedla perfektní volnou jízdu a obhájila zlatou medaili. Norská vláda jí jako vůbec první ženě udělila vyznamenání za vynikající výkony ve sportu. Sonja Henie byla také výbornou tenistkou, plavala, lyžovala a jezdila na koni. O několik let později obdržela Rytířský řád svatého Olafa.
V následujících sezónách její krasobruslařská kariéra úspěšně pokračovala. Absolvovala exhibiční turné po Evropě s novým programem nazvaným Umírající labuť. Až do roku 1936 tato drobná dívka (měřila jen 155 cm) získala všechny tituly norské, evropské i světové šampionky. Na olympijských hrách v Garmisch-Partenkirchenu byla volná jízda Sonji Henie posledním bodem celého programu. Potřetí se stala olympijskou vítězkou a po mistrovství světa v Paříži ve 24 letech ukončila amatérskou závodnickou dráhu.

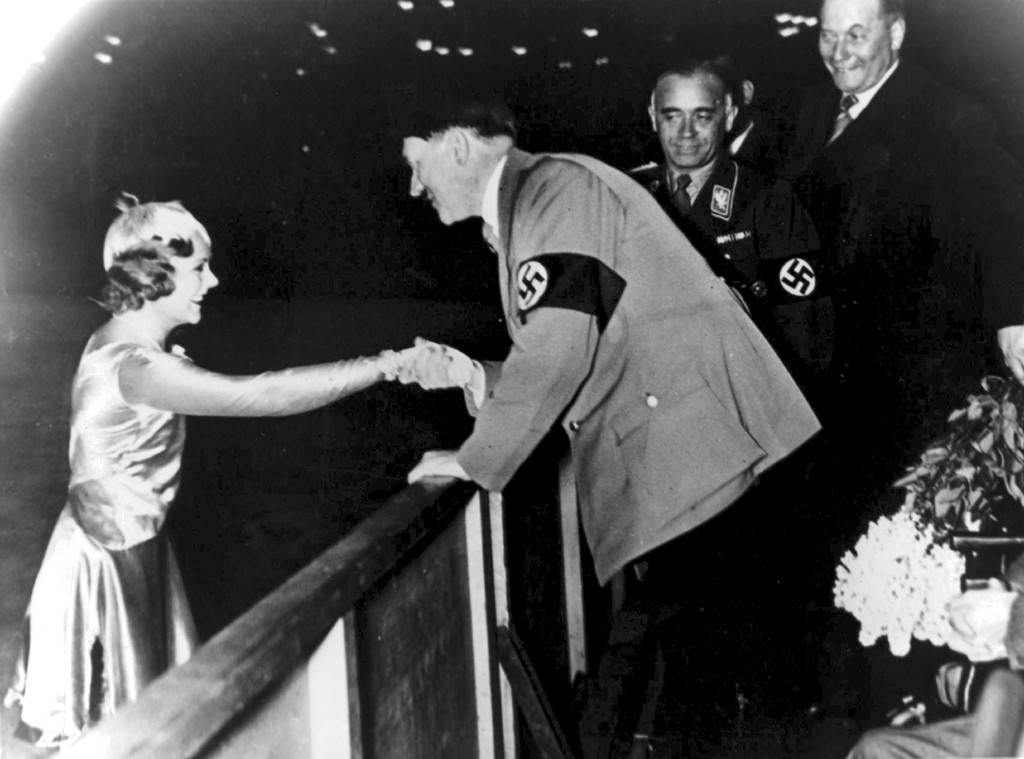
Sonja Henie a Adolf Hitler v roce 1936

K jejím obdivovatelům patřil také Adolf Hitler, který ji na olympiádě v Ga-Pa pozval na soukromý oběd do svého sídla v Berchtesgadenu a věnoval jí fotografii s podpisem. Henie byla svými krajany kritizována, že ho na krasobruslařské exhibici před olympiádou veřejně pozdravila nacistickým pozdravem – zvednutou paží – a byly jí přisuzovány sympatie k fašistickému hnutí. Hitlerova fotografie, vystavená v domě jejích rodičů, zachránila při okupaci Norska jejich majetek před konfiskací.

### Filmování a lední revue v USA
Rozhodla se využít své celosvětové popularity a uzavřela profesionální smlouvu na sérii vystoupení v devíti městech USA, které zakončila triumfálním úspěchem v Polárním ledovém paláci v Hollywoodu. Následovaly nabídky filmových společností a po delších jednáních Sonja Henie podepsala pětiletou smlouvu se společností Twentieth Century Fox. Debutovala v romantickém muzikálu Královna ledu (One in a Million), v němž milostný příběh byl prokládán bruslařskými výstupy. Za choreografii krasobruslařských scén byl film nominován na Oscara a stal se jedním z komerčně nejúspěšnějších snímků roku 1937. Své bruslařské schopnosti předvedla i v dalších hudebních komediích, jako Na tenkém ledě (Thin Ice, 1937), Šťastné přistání (Happy Landing, 1938), Melodie na bruslích (Second Fiddle, 1939) nebo Zasněžená romance (Sun Valley Serenade, 1941) s hudbou Glenna Millera. Její pokusy prosadit se jako dramatická herečka nebyly úspěšné, např. film Všechno se děje v noci (Everything Happens at Night, 1939). Do roku 1948 natočila celkem 13 snímků. Současně působila v krasobruslařských revuích po celých Spojených státech, propagovala pod svým jménem různé výrobky. V této době byla jednou z nejbohatších žen světa. Prožila velkou lásku s hercem Tyronem Powerem, který ji však opustil kvůli jiné ženě. V roce 1938 vyšly její paměti Mitt livs eventyr, které byly vydány v překladu s názvem Wings on My Feet (Tančící brusle) v roce 1940 v New Yorku. Během druhé světové války se v Chicagu provdala za Dana Toppinga a v roce 1940 se stala americkou občankou. Druhé manželství s Winthropem Gardinerem ml. skončilo, když se sblížila s norským lodním magnátem Nielsem Onstadem.

### Návrat do Norska
Počátkem padesátých let zájem o její osobu v USA poklesl. Rozešla se s producentem a manažerem ledních revuí Arthurem Wirtzem a její samostatná produkce nebyla příliš úspěšná. V roce 1953 přenesla Henie své krasobruslařské podnikání do Evropy, kde slavila velké úspěchy ve spolupráci se souborem Holiday on Ice. V Oslu navštívilo její vystoupení přes čtyři sta tisíc diváků, kteří jí odpustili dřívější tolerantní přístup k Hitlerovi. V roce 1956 produkovala vlastní show v divadle Roxy v New Yorku. Jihoamerické turné však skončilo neúspěchem, Sonja Henie v té době hodně pila a svou bruslařskou kariéru musela ukončit. Zkoušela produkovat sérii cestopisných filmů, ale realizace se dočkal pouze film Hello, London (1958). Zklamána negativními kritikami, zanechala podnikání.

S manželem se v roce 1956 usadili v Oslu, kde se věnovali především sběratelství výtvarného umění. Vybudovali velkou soukromou sbírku moderního umění, kterou v roce 1961 darovali státu spolu s finančními prostředky na zřízení muzea. Umělecké centrum Henie Ostand Kunstsenter v Høvikodden ve městě Baerum nedaleko Osla bylo otevřeno v roce 1968.

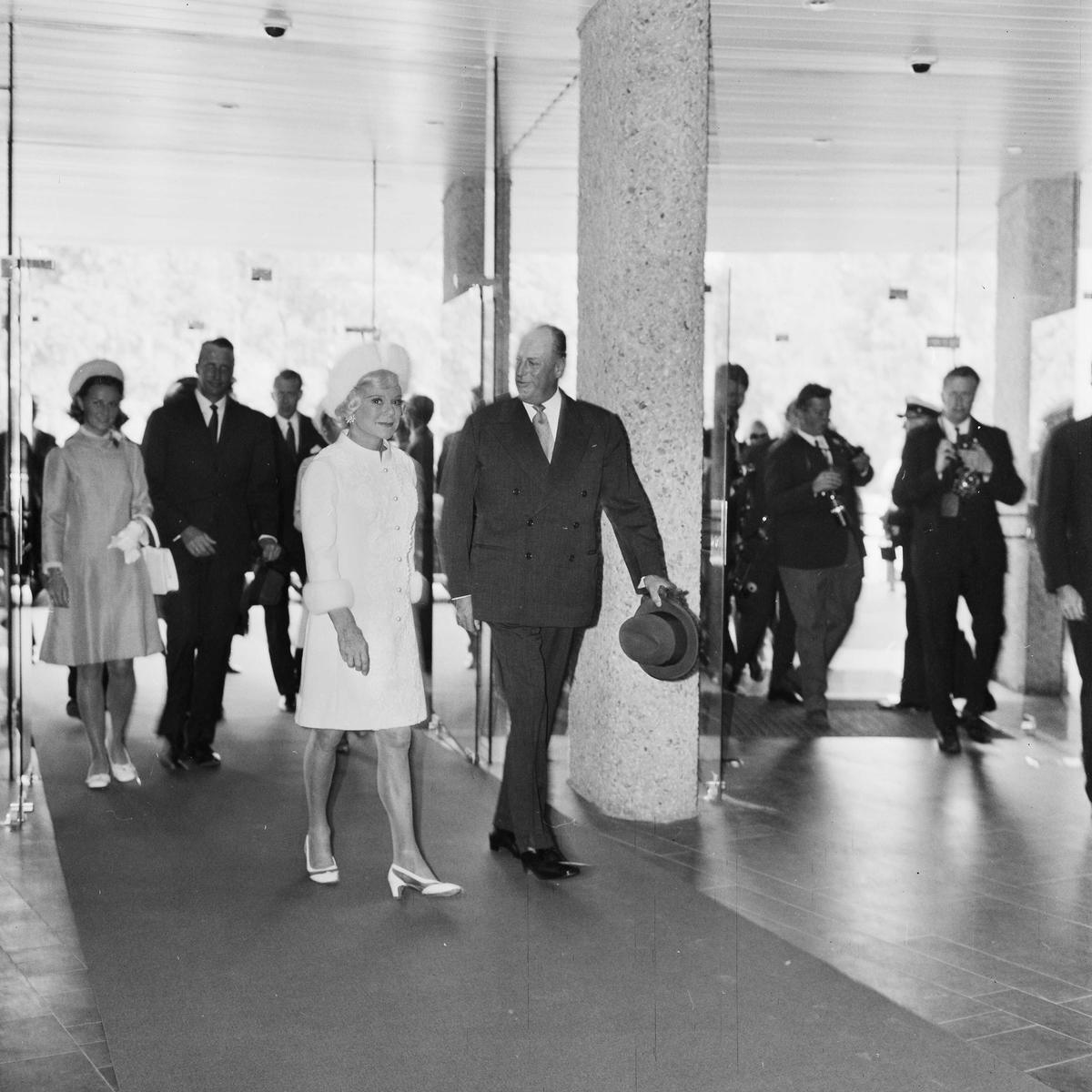
Sonja Henie a král Olav V. na otevření Henie–Onstad centrum v roce 1968

V posledních letech Sonja Henie trpěla chronickou leukémií, pravidelně jezdila na léčení do Švýcarska. Při návratu do Norska v říjnu 1969 zemřela v letadle. Je pohřbena s manželem v Oslu na kopci s výhledem na Umělecké centrum Henie Onstad.

## Zajímavosti
O hvězdné kariéře Sonji Henie byl v roce 2018 natočen životopisný snímek Sonja: Královna ledu (v norském originále: Sonja).

## Filmografie (kompletní)
- 1927 Syv dage for Elisabeth (režie Leif Sinding)
- 1936 Královna ledu (režie Sidney Lanfield)
- 1937 Thin Ice (režie Sidney Lanfield])
- 1937 Ali Baba Goes to Town (režie David Butler)
- 1938 Šťastné přistání (režie Roy Del Ruth)
- 1938 My Lucky Star (režie Roy Del Ruth)
- 1939 Melodie na bruslích (režie Sidney Lanfield)
- 1939 Everything Happens at Night (režie Edward Cronjager a Lucien N. Andriot)
- 1941 Zasněžená romance (režie H. Bruce Humberstone)
- 1942 Iceland (režie H. Bruce Humberstone)
- 1943 Wintertime (režie John Brahm)
- 1945 It's a Pleasure (režie William A. Seiter)
- 1948 The Countess of Monte Cristo (režie Frederick De Cordova)